# Governor's Trophy
Il Governor's Trophy è stato un premio annuale assegnato dal 1964 al 2001 dall'International Hockey League al miglior difensore secondo il voto dato dagli allenatori della lega. Il premio cambiò nome nel 1999 diventando Larry D. Gordon Trophy.

## Vincitori
| Governor's Trophy      | Governor's Trophy       | Governor's Trophy       |
| Stagione               | Giocatore               | Squadra                 |
| ---------------------- | ----------------------- | ----------------------- |
| 1964-65                | Lionel Repka            | Fort Wayne Komets       |
| 1965-66                | Bob Lemieux             | Muskegon Mohawks        |
| 1966-67                | Larry Mavety            | Port Huron Flags        |
| 1967-68                | Carl Brewer             | Muskegon Mohawks        |
| 1968-69                | Moe Benoit Alain Beaulé | Dayton Gems             |
| 1969-70                | John Gravel             | Toledo Blades           |
| 1970-71                | Bob LePage              | D.M. Oak Leafs          |
| 1971-72                | Rick Pagnutti           | Fort Wayne Komets       |
| 1972-73                | Bob McCammon            | Port Huron Wings        |
| 1973-74                | Dave Simpson            | Dayton Gems             |
| 1974-75                | Murray Flegel           | Muskegon Mohawks        |
| 1975-76                | Murray Flegel           | Muskegon Mohawks        |
| 1976-77                | Tom Mellor              | Toledo Goaldiggers      |
| 1977-78                | Michel Lachance         | Milwaukee Admirals      |
| 1978-79                | Guido Tenesi            | Grand Rapids Owls       |
| 1979-80                | John Gibson             | Saginaw Gears           |
| 1980-81                | Larry Goodenough        | Saginaw Gears           |
| 1981-82                | Don Waddell             | Saginaw Gears           |
| 1982-83                | Jim Burton              | Fort Wayne Komets       |
| 1982-83                | Kevin Willison          | Milwaukee Admirals      |
| 1983-84                | Kevin Willison          | Milwaukee Admirals      |
| 1984-85                | Lee Norwood             | Peoria Rivermen         |
| 1985-86                | Jim Burton              | Fort Wayne Komets       |
| 1986-87                | Jim Burton              | Fort Wayne Komets       |
| 1987-88                | Phil Bourque            | Muskegon Lumberjacks    |
| 1988-89                | Randy Boyd              | Milwaukee Admirals      |
| 1989-90                | Brian Glynn             | Salt Lake Golden Eagles |
| 1990-91                | Brian McKee             | Fort Wayne Komets       |
| 1991-92                | Jean-Marc Richard       | Fort Wayne Komets       |
| 1992-93                | Bill Houlder            | San Diego Gulls         |
| 1993-94                | Darren Veitch           | Peoria Rivermen         |
| 1994-95                | Todd Richards           | Las Vegas Thunder       |
| 1995-96                | Greg Hawgood            | Las Vegas Thunder       |
| 1996-97                | Brad Werenka            | Indianapolis Ice        |
| 1997-98                | Dan Lambert             | Long Beach Ice Dogs     |
| Larry D. Gordon Trophy |                         |                         |
| Stagione               | Giocatore               | Squadra                 |
| 1998-99                | Greg Hawgood            | Houston Aeros           |
| 1999-00                | Brett Hauer             | Manitoba Moose          |
| 2000-01                | Brett Hauer             | Manitoba Moose          |